# Mae Costello
Pour les articles homonymes, voir Costello.
Mae Costello, née Mae Altschuk à Brooklyn (New York), le 13 août 1882 et morte à Los Angeles (Californie) le 2 août 1929 , est une actrice américaine.

## Biographie
Elle est la première femme de l'acteur Maurice Costello, qu'elle épouse en 1902 et à qui elle donne deux filles, Helene et Dolores, qui deviendront toutes les deux actrices. Le couple divorce en 1927.
Mae Costello est également l'arrière-grand-mère de l'actrice Drew Barrymore.

## Filmographie partielle
- 1911 : Her Crowning Glory
- 1913 : The Joys of a Jealous Wife
- 1913 : The One Good Turn